# Segmentina
Segmentina är ett släkte av snäckor som beskrevs av Fleming 1818. Segmentina ingår i familjen posthornssnäckor.
Släktet innehåller bara arten Segmentina nitida.